# Bricklin SV-1
Bricklin SV-1 är en sportbil, tillverkad av General Vehicle DBA Bricklin i Saint John, New Brunswick mellan 1974 och 1975. Originalidén till bilen kom från den amerikanska affärsmannen Malcolm Bricklin. Bilen var designad av Herb Grasse. Bilen är bland annat känd för sina måsvingedörrar.
Fabriken som byggde Bricklin-fordonen kunde inte producera fordon tillräckligt snabbt för att kunna göra någon större vinst. Som resultat gick företaget i konkurs. Färre än 3000 bilar byggdes.
1982 var bilen med i den amerikanska filmen Tvärnit.

## Bilder

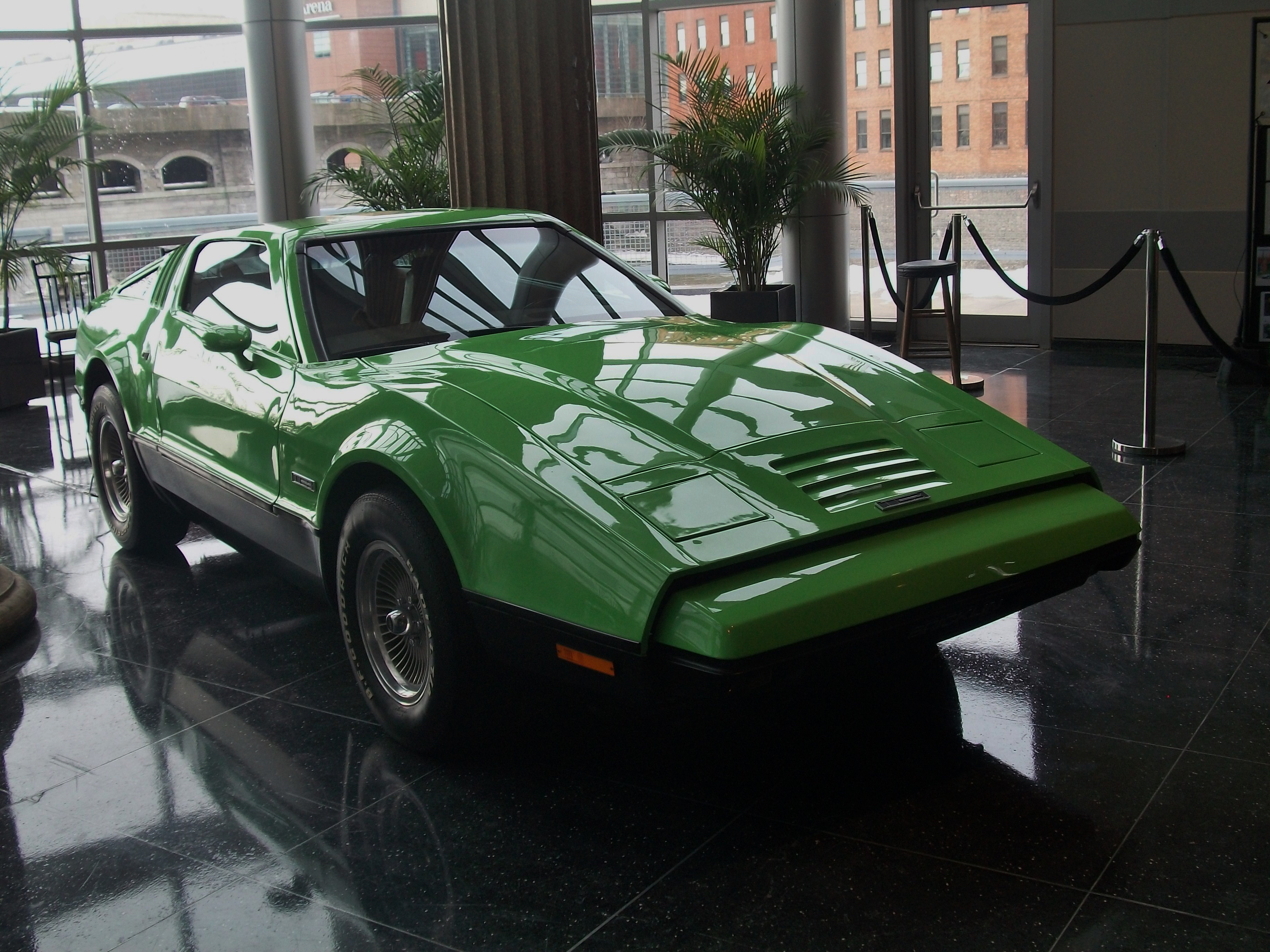
En grön Bricklin SV-1.
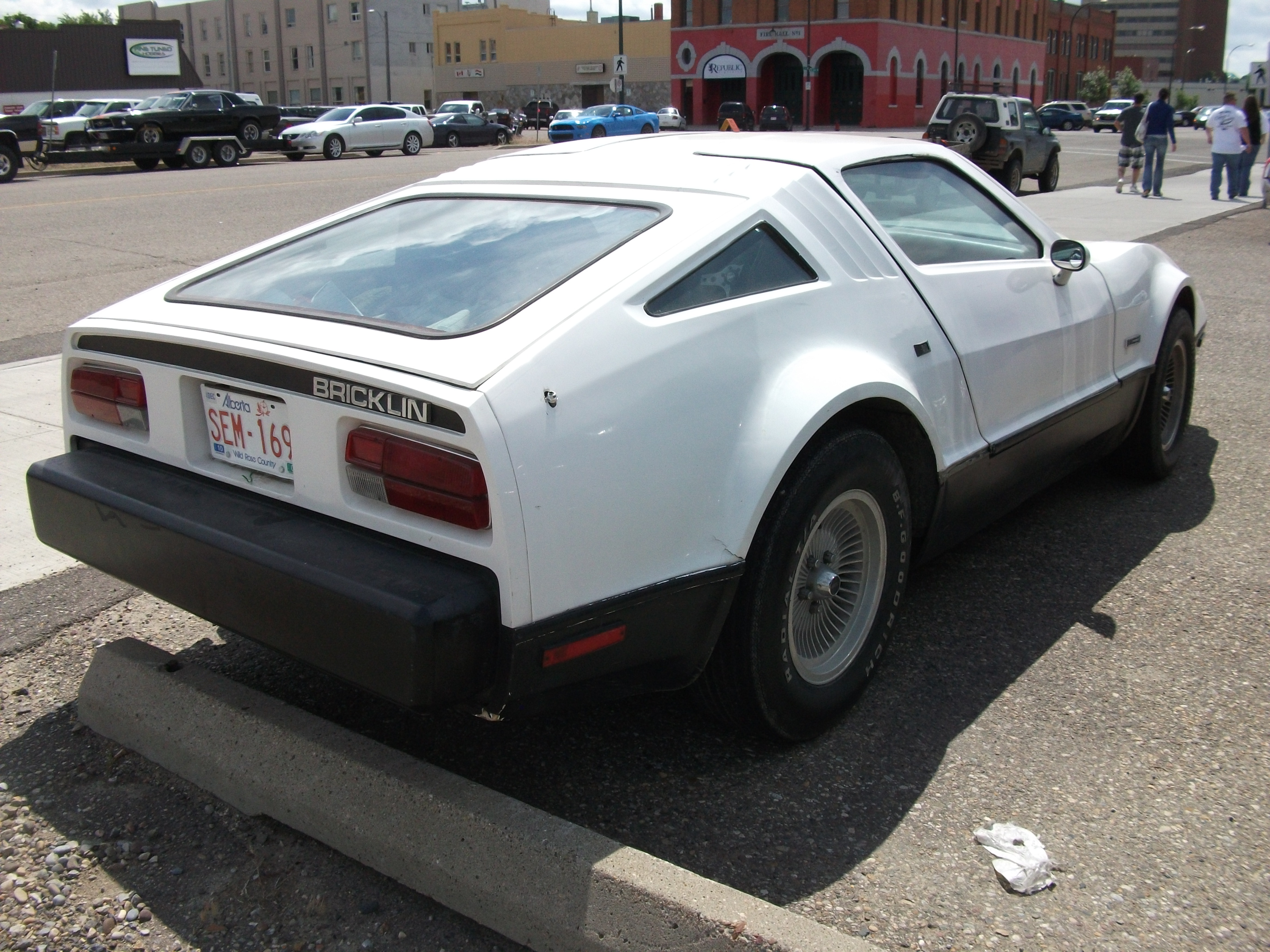
Baksidan av bilen.
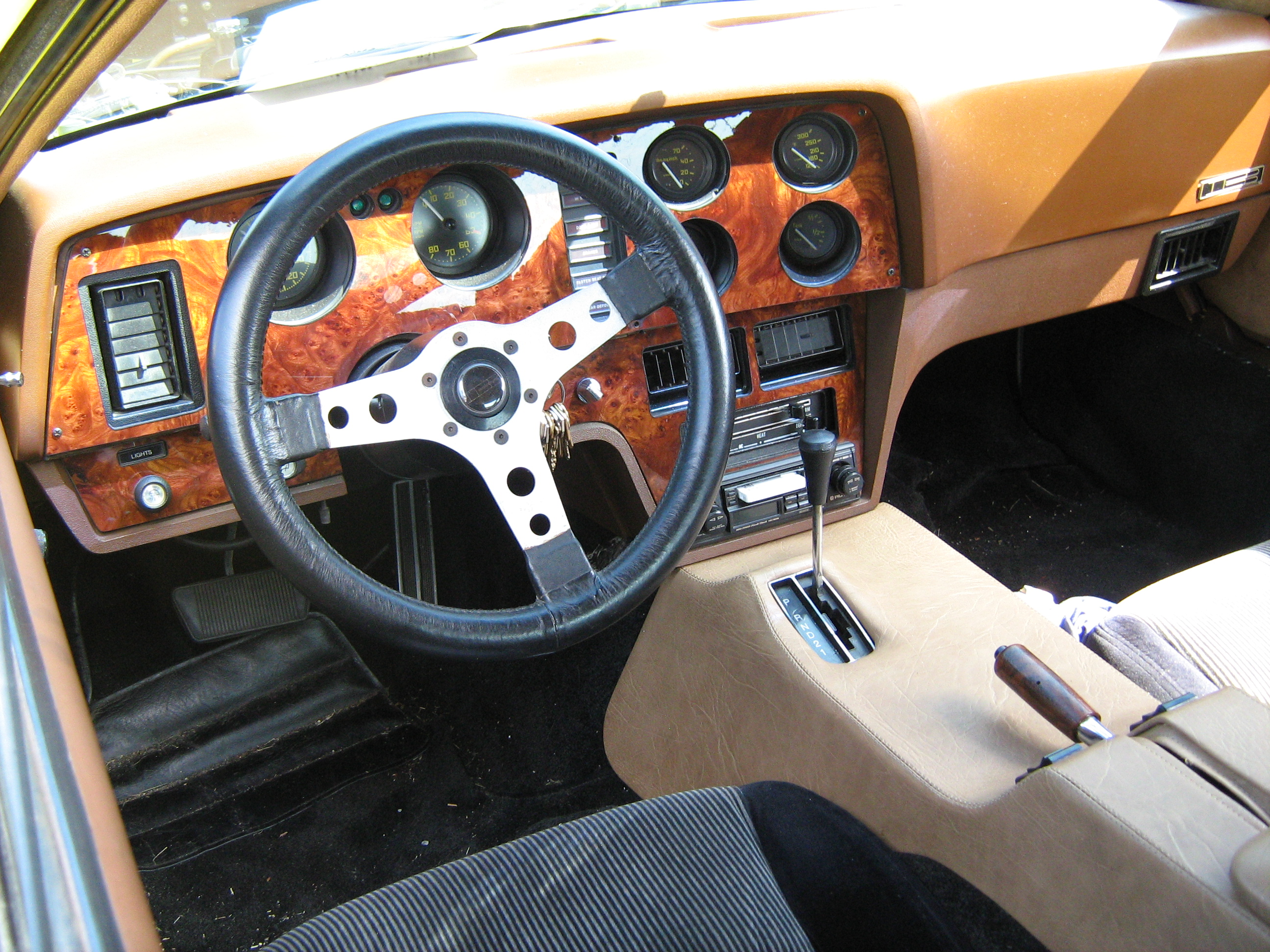
Interiör.
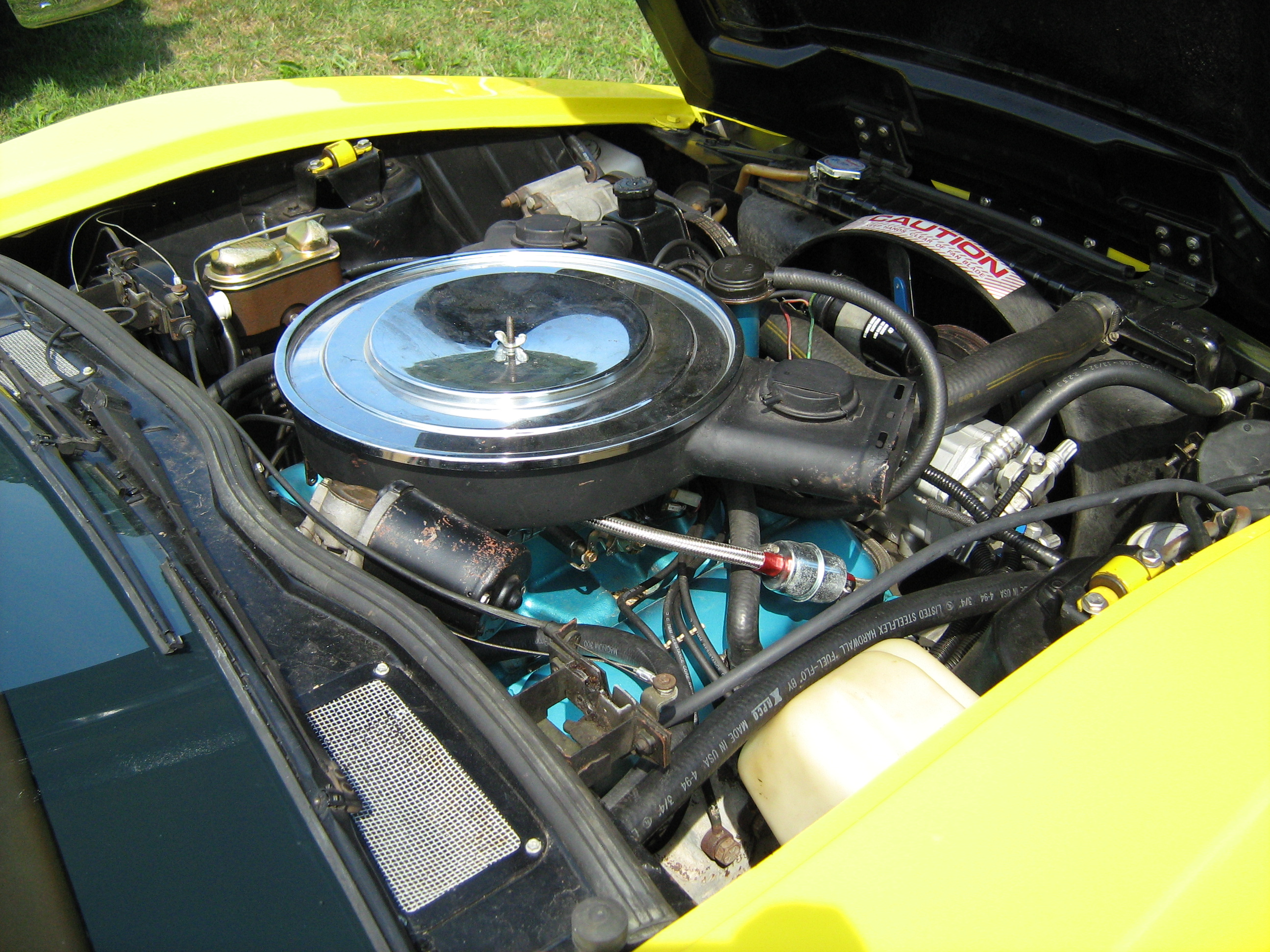
Standard AMC-motor i en gul Bricklin SV-1. AMC 360 V8 (5,9 L) V8-motor med treväxlad automatisk växellåda.